# Mario Kart (seria)
Mario Kart – seria gier wyścigowych, w której występują postacie z gier z serii Mario. W przeciwieństwie do typowych gier wyścigowych, gra nie odwzorowuje realistycznie wyścigów samochodowych (w tym przypadku wyścigów w gokartach), co sprawia, iż gracz łatwo może się nauczyć zasad gry; jest kierowana do młodszych odbiorców. Pierwszą grą z serii jest gra Super Mario Kart wydana w 1992 roku na SNES, a ostatnią, wydaną w 2020 na Nintendo Switch, jest Mario Kart Live: Home Circuit. Zostały także wydane automaty z grami Mario Kart Arcade GP i Mario Kart Arcade GP 2, zawierające również niektóre postacie ze świata Pac-Mana.